# Alessandro Cicognini
Alessandro Cicognini (* 15. Januar 1906 in Pescara; † 9. November 1995 in Rom) war ein italienischer Filmkomponist.
Cicognini wurde insbesondere durch seine Musik zu den Filmen der Don-Camillo-Reihe mit Fernandel und Gino Cervi bekannt, aber auch durch seine Zusammenarbeit an wichtigen Filmen der Regisseure Vittorio de Sica und Alessandro Blasetti. Insgesamt hat Cicognini noch für etwa hundert Filme die Filmmusik geschrieben.

## Filmografie (Auswahl)
- 1938: Stürme über Morreale (Ettore Fieramosca)
- 1942: Lüge einer Sommernacht (4 passi fra le nuvole)
- 1946: Schuhputzer (Sciuscià)
- 1947: Unter der Sonne von Rom (Sotto il sole di Roma)
- 1948: Fahrraddiebe (Ladri di biciclette)
- 1950: Der Göttergatte (Prima comunione)
- 1950: Der Dieb von Venedig (Il ladro di Venezia)
- 1951: Räuber und Gendarm (Guardie e ladri)
- 1951: Das Wunder von Mailand (Miracolo a Milano)
- 1952: Don Camillo und Peppone (Le Petit monde de Don Camillo)
- 1952: Umberto D.
- 1952: Die Helden des Sonntags (Gli eroi della domenica)
- 1953: Brot, Liebe und Fantasie (Pane, amore e fantasia)
- 1953: Don Camillos Rückkehr (Le retour di Don Camillo)
- 1953: Rom, Station Termini (Stazione Termini)
- 1953: Wir Frauen (Siamo donne)
- 1954: Schade, daß du eine Kanaille bist (Peccato che sia una canaglia)
- 1954: Die Fahrten des Odysseus (Ulisse)
- 1954: Das Gold von Neapel (L’oro di Napoli)
- 1954: Kanaille von Catania (L'arte di arrangiarsi)
- 1954: Liebe, Brot und Eifersucht (Pane, amore e gelosia)
- 1955: Die große Schlacht des Don Camillo (Don Camillo e l’onorevole Peppone)
- 1955: Traum meines Lebens (Summertime)
- 1955: Wie herrlich, eine Frau zu sein (La fortuna di essere donna)
- 1956: Das Dach (Il tetto)
- 1957: Väter und Söhne (Padri e figli)
- 1958: Die schwarze Orchidee (The Black Orchid)
- 1958: Anna von Brooklyn (Anna di Brooklyn)
- 1960: Es begann in Neapel (It Started in Naples)
- 1960: Prinzessin Olympia (Olimpia)
- 1961: Hochwürden Don Camillo (Don Camillo monsignore… ma non troppo)
- 1961: Das Jüngste Gericht findet nicht statt (Il giudizio universale)
- 1962: Es begann in Rom (The Pigeon That Took Rome)
- 1965: Genosse Don Camillo (Il compagno Don Camillo)